# Sa Majesté Minor
Sa Majesté Minor è un film del 2007 diretto da Jean-Jacques Annaud. Il film è dedicato alla memoria di Gérard Brach, sceneggiatore abituale di Annaud per gran parte della carriera del regista, morto quattro giorni prima dell'inizio delle riprese del film. È il primo film di Annaud girato interamente in lingua francese, a quasi trent'anni di distanza da Il sostituto (Coup de tête) (1978).

## Trama
In una sperduta isoletta da qualche parte nel mar Egeo, in un'epoca remota, molto tempo prima di Omero, quando la frontiera tra uomo e animale era sottile, reale e meraviglioso si incrociavano e nascevano le stravaganti storie della mitologia antica, Minor vive come un animale in una porcilaia, insieme alla scrofa che lo ha allevato fin da quando è stato ritrovato neonato sulla spiaggia, e poiché si esprime solo attraverso grugniti gli abitanti del villaggio lo trattano come un povero idiota. Durante la raccolta delle olive, Minor cade dall'albero da cui stava spiando la bella Clytia, figlia del capovillaggio, promessa sposa del poeta Karkos, e batte pesantemente la testa.
Dato per morto, non solo si risveglia, ma ritrova l'uso della parola e rivela di possedere un normale intelletto. La sua miracolosa resurrezione, la sua brillante eloquenza e l'avverarsi di una visione dell'indovino, quando una colomba sacra si posa sulla sua testa, spingono il patriarca e gli altri membri autorevoli della comunità a proclamarlo re. Ma questa non si rivela una saggia decisione né per Minor, che preso da manie di grandezza ripudia il suo passato e aspira a sposare Clytia, né per il villaggio, la cui abituale routine quotidiana viene stravolta dalle eccentriche idee del nuovo sovrano, influenzato dalla frequentazione del satiro che vive nella vicina foresta.

## Produzione
Gli esterni sono stati girati sulla Costa Blanca, nei pressi di Alicante, nella Comunità Valenzana.

## Accoglienza
Il film, distribuito nelle sale cinematografiche francesi il 10 ottobre 2007, ha avuto un'accoglienza critica molto negativa ed è stato un completo insuccesso di pubblico in Francia, tanto da avere una limitata distribuzione internazionale. Fino ad allora in patria i film di Annaud avevano regolarmente occupato le prime posizioni delle classifiche stagionali, raggiungendo il massimo successo nel 1988 con gli oltre nove milioni di spettatori de L'orso (1988); dopo i tre milioni del precedente Due fratelli (2004), Sa Majesté Minor ha clamorosamente superato a malapena i centomila spettatori.